# Fluminimaggiore
Fluminimaggiore (en sard, Frùmini Mayori) és un municipi italià, dins de la província de Sardenya del Sud. L'any 2009 tenia 3.004 habitants. Es troba a la regió de Sulcis-Iglesiente. Limita amb el municipi d'Arbus (VS), Buggerru, Domusnovas, Gonnosfanadiga (VS) i Iglesias.

## Administració
| Període   | Identitat            | Partit               |
| --------- | -------------------- | -------------------- |
| 2006-2008 | Mauro Giovanni Carta | Insieme per L'Unione |
| 2008-     | Piergiuseppe Massa   | Llista Cívica        |